# Anna Vickers
Anna Vickers (Burdeos, 28 de junio de 1852 - Roscoff, 1 de agosto de 1906) fue una botánica, algóloga, profesora, taxónoma, conservadora y exploradora francobritánica. Hizo extensas expediciones botánicas y ficológicas a las Antillas y a las Canarias, en colaboración con N. Karsakoff.

## Algunas publicaciones

### Libros
- anna Vickers. 1908. Phycologia Barbadensis. Iconographie des algues marines récoltées à l'ile Barbade (Antilles). Chlorophycées et Phéophycées ... Avec texte explicatif par Mary Helen Shaw. 93 planches coloriées dessinées par Mlles Trotte d'après les analyses de l'auteur, 34 p.
- ----------------. 1883. Voyage en Australie et en Nouvelle-Zélande, par Anna Vickers. Illustrations d'après les photographies rapportées par l'auteur... Publicó C. Delagrave, 459 p.

## Membresías
- de la Société Botanique de France[5]

## Eponimia
Género
- (Wrangeliaceae) Vickersia Karsakoff (1896)[6][7]